# Летописи русской литературы и древности
«Летописи русской литературы и древности» (п'ять томів; 1859—1863) — видавалися академіком, апологетом культурно-історичної школи М. С. Тихонравовим у Москві з квітня 1859 року по жовтень 1863 року і стали значною подією в російській науковій літературі.

У розділах «Дослідження», «Матеріали», «Суміш і бібліографія» публікувались наукові розвідки, рецензії, нотатки про історію літератури. Дослідження народного, переважно східнослов'янського фольклору було розширено шляхом вивчення древньої писемності. Крім досліджень, в «Літописах» містилося багато новітнього на той момент літературного матеріалу, вилученого з рукописів.
Крім самого видавця, в журналі співпрацювали О. Афанасьєв, Ф. Буслаєв, І. Забєлін, М. Костомаров, О. Котляревський, С. Соловйов та інші. Докладний покажчик до «Літопису» склав в 1895 році А. Я. Лященко.